# Världsmästerskapen i rodel 2019
Världsmästerskapen i rodel 2019 arrangerades i Winterberg i Tyskland mellan den 25 och 29 januari 2019. Det var tredje gången Winterberg stod värd för tävlingarna efter att tidigare ha arrangerat mästerskapen 1989 och 1991.

## Schema
Alla tider i (UTC+1).
| Datum      | Tid   | Händelse         |
| ---------- | ----- | ---------------- |
| 24 januari | 18:00 | Öppningsceremoni |
| 25 januari | 13:40 | Sprinttävlingar  |
| 26 januari | 11:10 | Dubbeltävlingar  |
| 26 januari | 14:20 | Damtävlingar     |
| 27 januari | 11:05 | Herrtävlingar    |
| 27 januari | 15:50 | Lagstafett       |

## Medaljörer

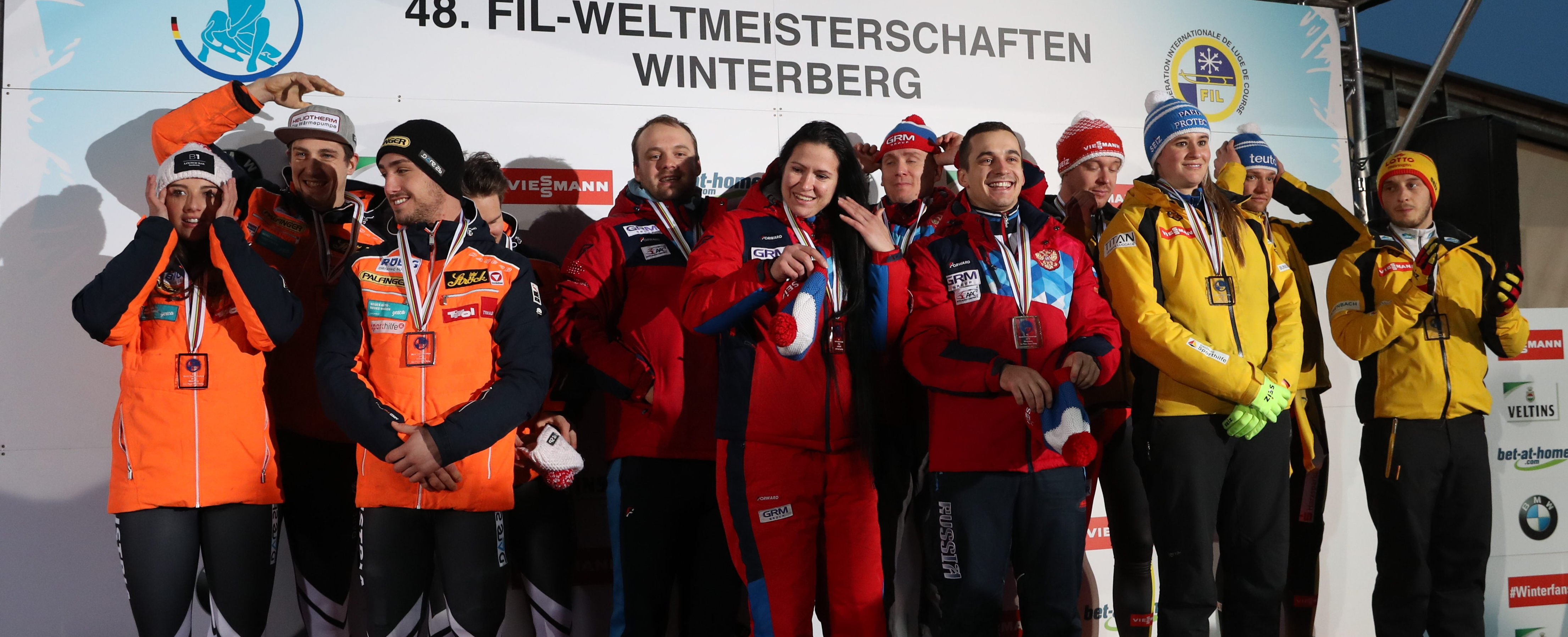
Medaljörerna i lagtävlingen vid prisutdelningen.

| Gren         | Guld                                                                           | Silver                                                          | Brons                                                                |
| Damsingel    | Natalie Geisenberger (GER)                                                     | Julia Taubitz (GER)                                             | Emily Sweeney (USA)                                                  |
| Damsprint    | Natalie Geisenberger (GER)                                                     | Julia Taubitz (GER)                                             | Dajana Eitberger (GER)                                               |
| Herrsingel   | Felix Loch (GER)                                                               | Reinhard Egger (AUT)                                            | Semjon Pavlitjenko (RUS)                                             |
| Herrsprint   | Jonas Müller (AUT)                                                             | Felix Loch (GER)                                                | Semjon Pavlitjenko (RUS)                                             |
| Dubbel       | Toni Eggert/Sascha Benecken (GER)                                              | Tobias Wendl/Tobias Arlt (GER)                                  | Thomas Steu/Lorenz Koller (AUT)                                      |
| Dubbelsprint | Toni Eggert/Sascha Benecken (GER)                                              | Tobias Wendl/Tobias Arlt (GER)                                  | Thomas Steu/Lorenz Koller (AUT)                                      |
| Lagstafett   | Ryssland Tatjana Ivanova Semjon Pavlitjenko Vladislav Juzjakov/Jurij Prochorov | Österrike Hannah Prock Reinhard Egger Thomas Steu/Lorenz Koller | Tyskland Natalie Geisenberger Felix Loch Toni Eggert/Sascha Benecken |

## Medaljtabell
| Pl.    | Nation    | Guld | Silver | Brons | Totalt |
| ------ | --------- | ---- | ------ | ----- | ------ |
| 1      | Tyskland  | 5    | 5      | 2     | 12     |
| 2      | Österrike | 1    | 2      | 2     | 5      |
| 3      | Ryssland  | 1    | 0      | 2     | 3      |
| 4      | USA       | 0    | 0      | 1     | 1      |
| Totalt | Totalt    | 7    | 7      | 7     | 21     |